# Frédéric Da Rocha
Frédéric Da Rocha (født 16. september 1974 i Cenon, Frankrig) er en tidligere fransk fodboldspiller, der spillede som midtbanespiller. Da Rocha havde spillet hele sin seniorkarriere hos FC Nantes, hvor han var med til at vinde det franske mesterskab i 2001 samt pokalturneringen Coupe de France i både 1999 og 2000.

## Titler
Ligue 1
- 2001 med FC Nantes

Coupe de France
- 1999 og 2000 med FC Nantes